# 丹·比格
丹·比格（英語：Dan Biggar；1989年10月16日—）是一位威爾斯橄欖球運動員。他是威爾斯國家橄欖球隊的一員，代表威爾斯參加了2015年世界盃橄欖球賽。